# Neuville-lès-Vaucouleurs
Neuville-lès-Vaucouleurs è un comune francese di 188 abitanti situato nel dipartimento della Mosa nella regione del Grand Est.

## Società

### Evoluzione demografica
Abitanti censiti